# Episodi di Quando chiama il cuore (sesta stagione)
La sesta stagione della serie televisiva Quando chiama il cuore, composta da 10 episodi, è stata trasmessa sul canale statunitense Hallmark Channel dal 24 febbraio al 2 giugno 2019.
In Italia, la stagione è stata pubblicata su Netflix a partire dal 30 gennaio 2020.
| nº | Titolo originale                            | Titolo italiano              | Prima TV USA     | Pubblicazione Italia |
| -- | ------------------------------------------- | ---------------------------- | ---------------- | -------------------- |
| 1  | Phone Rings and Heartstrings                | Telefono e storie d'amore    | 24 febbraio 2019 | 30 gennaio 2020      |
| 2  | The Queen of Hearts                         | Regina di Cuori              | 3 marzo 2019     | 30 gennaio 2020      |
| 3  | A Vote of Confidence                        | Voto di fiducia              | 10 marzo 2019    | 30 gennaio 2020      |
| 4  | Heart of a Mountie                          | Il cuore di una Giubba Rossa | 5 maggio 2019    | 30 gennaio 2020      |
| 5  | Surprise                                    | Sorpresa                     | 6 maggio 2019    | 30 gennaio 2020      |
| 6  | Disputing Hearts                            | Cuori in conflitto           | 12 maggio 2019   | 30 gennaio 2020      |
| 7  | Hope is With the Heart + Heart on My Sleeve | L'amore a Hope Valley        | 19 maggio 2019   | 30 gennaio 2020      |
| 8  | A Call from the Past                        | Il passato ritorna           | 26 maggio 2019   | 30 gennaio 2020      |
| 9  | Two of Hearts                               | Due di cuori                 | 2 giugno 2019    | 30 gennaio 2020      |